# نكاشة قطنية
نكاشة قطنية أو مسحة قطنية (بالإنجليزية: Cotton swab)‏ عبارة عن عود عادة يكون من البلاستك وفي طرفية قطعتي قطن وتستخدم عادة في تنظيف الاذن وبعض الاستخدامات الطبية المختلفة مثل التعقيم وغير ذلك.